# Pavetta lynesii
Pavetta lynesii är en måreväxtart som beskrevs av Diane Mary Bridson. Pavetta lynesii ingår i släktet Pavetta och familjen måreväxter. IUCN kategoriserar arten globalt som sårbar.
Artens utbredningsområde är Tanzania. Inga underarter finns listade i Catalogue of Life.